# Trucky na ledě
Trucky na ledě (v anglickém originále Ice Road Truckers) je kanadsko-americký televizní pořad vyráběný americkou stanicí History a pojednávající nejprve o silniční nákladní dopravě na ledových silnicích v Kanadě a na Aljašce (mj. Dalton Highway), později i obecněji o dopravě na silnicích pokrytých sněhem a ledem. Je vysílán od roku 2007, přičemž vzniklo 11 řad. Každý díl měl zhruba tři čtvrtě hodiny.
Pořad zakoupila do vysílání řada stanic po celém světě, mj. slovenská JOJ Plus, chorvatská Doma TV a česká Prima Cool.